# Stonychophora griffinii
Stonychophora griffinii är en insektsart som först beskrevs av Heinrich Hugo Karny 1928.  Stonychophora griffinii ingår i släktet Stonychophora och familjen grottvårtbitare. Inga underarter finns listade i Catalogue of Life.